# Ван Лангендонк, Констант
Констант Октав ван Лангендонк (нидерл. Constant Octave van Langendonck; 4 февраля 1870, Антверпен — 2 сентября 1944, Брюссель) — бельгийский конник, чемпион летних Олимпийских игр 1900.
На Играх Лангендонк, вместе со своей лошадью Экстра-Драй, участвовал только в соревнованиях по прыжкам в длину, в котором, с результатом 6,10 м, занял первое место, выиграв золотую медаль.